# 王尽美故居
王尽美故居，位于山东省潍坊市诸城市南25公里枳沟镇大北杏村，是中华人民共和国全国重点文物保护单位之一。
王尽美(1898-1925年)，原名瑞俊，又名烬美、烬梅，字灼斋，中国共产党的创始人之一，山东共产党党组织最早的组织者和领导者。
王尽美故居是三间土墙草房，原为地主“见山堂”柴园偏房。1918年后无人居住，年久失修倒塌。1960年，在旧基上重新修复，四周筑起围墙。1977年，山东省革命委员会将其定为省级重点文物保护单位。2006年5月列入第六批全国重点文物保护单位名单。